# Manuel Llauder
Manuel Llauder y Camín (Argentona, 3 de julho de 1789 - Madrid, 6 de março de 1851), visconde de Llauder e marquês del Valle de Ribas, foi um militar e político espanhol, Vice-rei de Navarra, de 1830 a 1832.